# John: Piano Solo
John: Piano Solo ist ein Jazzalbum von Marc Copland, das ausschließlich Kompositionen des Gitarristen John Abercrombie (1944–2017) enthält. Die am 11. und 12. November 2019 im Studio La Buissonne in Pernes-les-Fontaines entstandenen Aufnahmen erschienen am 15. November 2020 auf dem Label Illusions Mirage.

## Hintergrund
Marc Copland hatte eine lange und sehr fruchtbare Verbindung zu dem Gitarristen John Abercrombie – sie spielten zum ersten Mal um 1970 in Chico Hamiltons Band zusammen, Copland damals noch unter dem Nachnamen Cohen. Im Jahr 2016 wirkte dann Copland (mit Drew Gress und Joey Baron) bei den Aufnahmen zu Abercrombies letztem Album Up and Coming (ECM) mit; ebenso spielte der Pianist ein Duokonzert mit seinem langjährigen Freund Abercrombie im Eastside Jazz Club, der zum Royal Birmingham Conservatoire gehört, notierte John Watson. In Abercrombies Bewegungen und seiner Fingerfertigkeit hätten sich da bereits Anzeichen seiner Erkrankung gezeigt; der Gitarrist starb schließlich im August 2017 an den Folgen eines Herzinfarkts.
Viele der Themen auf dem Album John werden Abercrombie-Anhängern sehr bekannt sein, so Watson, insbesondere das Eröffnungsstück „Timeless“, das Titelstück seines Debütalbums unter eigenem Namen für ECM aus dem Jahr 1975.

## Titelliste

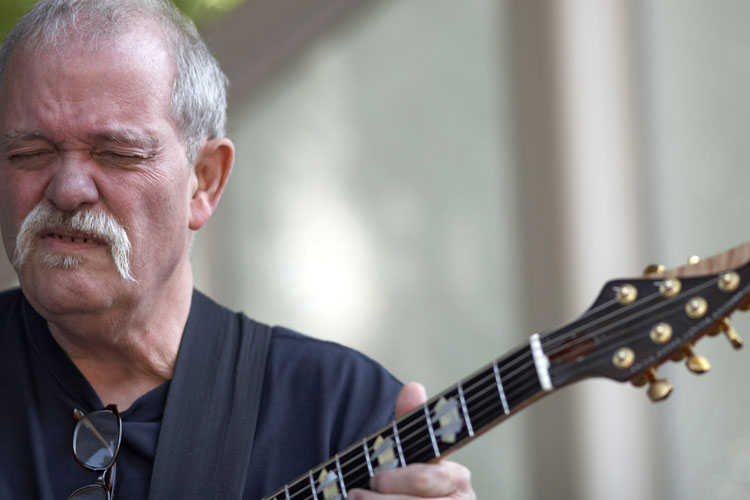
John Abercrombie 2007

- Marc Copland: John (Illusions Mirage IM4005)[2]

1. Timeless 6:51
2. Isla 4:47
3. Flip Side 3:45
4. Sad Song 4:43
5. Avenue 3:58
6. Sunday School 5:24
7. Remember Hymn 5:56
8. Love Letter 6:49
9. Vertigo 4:49

Die Kompositionen stammen von John Abercrombie.

## Rezeption

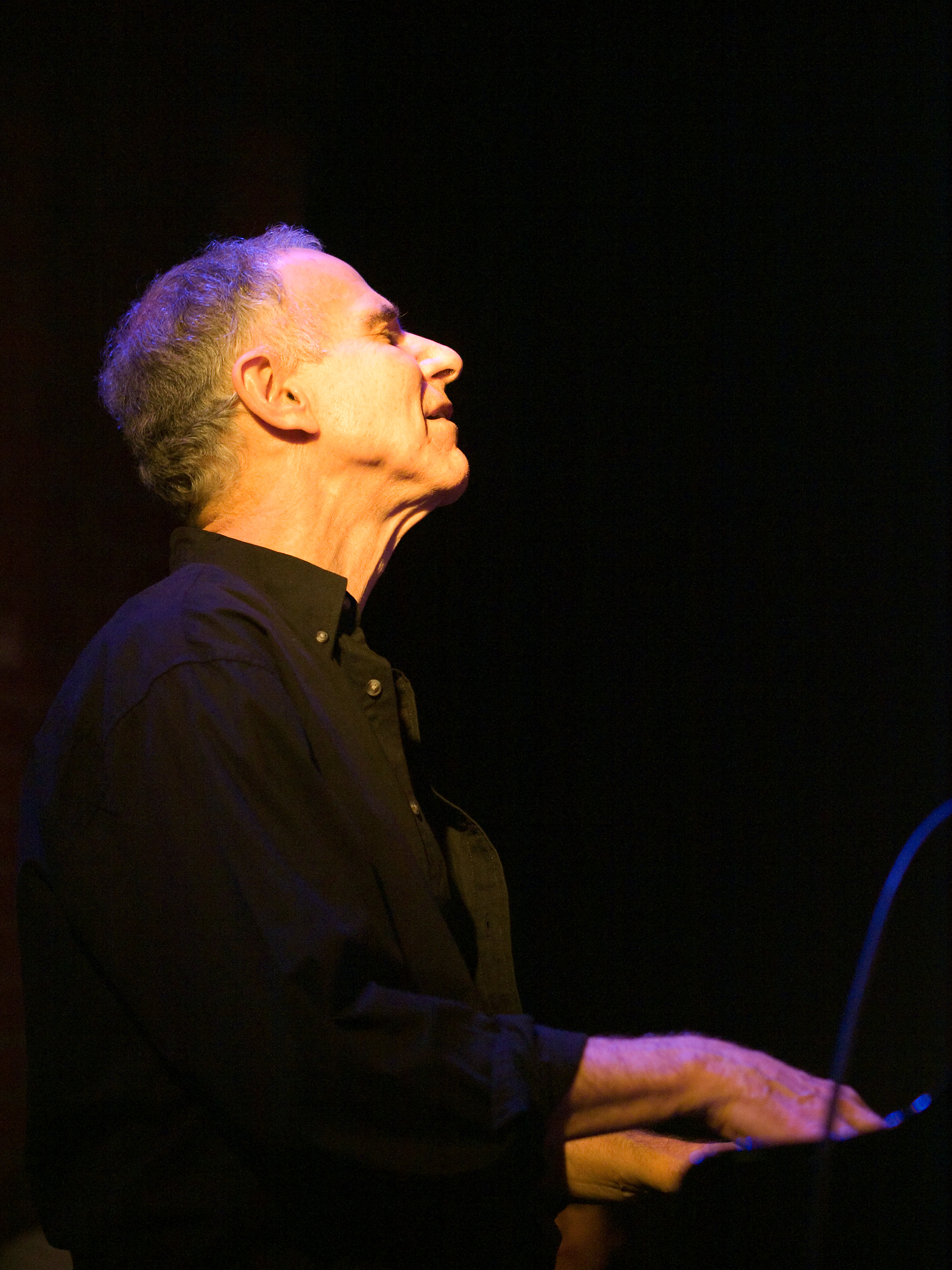
Marc Copland bei einem Auftritt in der Münchner Unterfahrt 2010

Nach Ansicht von Dan McClenaghan, der das Album in All About Jazz zu den besten Alben des Jahres zählte, schaffe der Pianist Marc Copland die schönsten Tribute. 2018 habe er mit seinem schlicht betitelten Gary (Illusions Mirage) den Hut vor dem Bassisten Gary Peacock gezogen, mit dem er oft und gut zusammengearbeitet hatte. 2021 brachte Copland seinen Respekt für den Gitarristen John Abercrombie – einen weiteren musikalischen Mitstreiter – mit John, der schönsten Musik dieses Jahres, zum Ausdruck. Das Hören dieser beiden Alben zeige Marc Coplands Fähigkeit, Magie zu erschaffen.
John Watson schrieb im Jazz Journal, Coplands Album sei eine wirklich herzliche, wenn auch vielleicht gedämpfte Hommage des Pianisten – Coplands Liebe zu Abercrombies Musik leuchte durch jeden Takt. Es wäre für jeden Pianisten unmöglich, die flüssige Schönheit zu vermitteln, die John Abercrombie auf der Gitarre erschaffen konnte – es fehlt einfach die Flexibilität auf der Tastatur. Doch Copland sei ein sehr kreativer Improvisator und spiele etwa „Timeless“ mit großer Sensibilität. Die emotionale Tiefe, die er mit diesem Stück erreichen kann, setze sich durch das gesamte Album hindurch fort. Die Empathie, die sie durch viele Aufnahmen und unzählige Konzerte gewonnen hätten, habe dem Pianisten geholfen, eine wirklich schöne Hommage auf dieser Platte zu schaffen.